# Cine Universitario del Uruguay
El Cine Universitario del Uruguay es una institución cultural sin fines de lucro dedicada al cine. Opera un cineclub con dos salas de exhibición y un videoclub, ambos en la ciudad de Montevideo.

## Historia
Fue creado el 28 de diciembre de 1949, fecha elegida en conmemoración del 54 aniversario de la primera exhibición pública realizada por los hermanos Lumière. Sus primeras funciones se llevaron adelante en el Centro Gallego, Cine Ópera, Gran Splendid, París y el Paraninfo de la Universidad debido al no contar con una sala propia.
En 1952, la institución contaba con 1776 socios, lo que motiva a concretar la inauguración de su primera sede, ubicada en la calle Colonia, en el Centro de Montevideo. En 1962, se traslada hacia a una nueva sede sobre la calle Soriano y se incorporan nuevos equipos de alta tecnología. En 1986, con el retorno de la democracia adquiere una nueva sede, la cual es hasta la actualidad su principal sede, sobre la calle Canelones.

## Organización
En la actualidad, la institución cuenta con dos salas propias: Lumière y Chaplin. También está a cargo de la gestión de un archivo de VHS y DVD. Además cuenta con una biblioteca abierta al público con un acervo de 2000 volúmenes y una colección de revistas especializadas siendo una de las más completas del país. La dirección administrativa está a cargo de 9 directivos. Se hacen elecciones periódicamente, siendo los socios los encargados de elegir a los representantes.